# Lovebug
Lovebug e вторият сингъл от третият студиен албум на америанската поп рок група Jonas Brothers. Издаден е официално на 30 септември 2008.

## Информация за песента
Текстът на песента разказва за чувствата на влюбения човек. 
Братята озвучават три херувимчета във филма Нощ в Музея 2 и веднага след като изпълняват „My Heart Will Go On“, пеят откъс от „Lovebug“.

## Представяне в класации
| Класация              | Най-висока позиция |
| --------------------- | ------------------ |
| Billboard Pop 100     | 37                 |
| Топ 100 сингли Канада | 45                 |
| Billboard Hot 100     | 49                 |
| Топ 100 сингли САЩ    | 92                 |

## Видео клип
Видео клипът прави своя световен дебют по Канал Дисни на 19 октомври 2008. Специални кадри „зад кулисите“ са излъчени по време на епизодите на Hannah Montana и Wizards of Waverly Place.
Режисиран е от Филип Анделман и разказва за любовта на едно момиче и един морски пехотинец, готвещ се да отиде на война. Кевин Джонас казва, че едно от вдъхновенията за клипа е бил филмът Тетрадката.
Кевин, Джо и Ник изпълняват няколко роли, една от които е музиканти в бална зала. В клипа участват и Камила Бел и Джош Босуел.
Видеото започва с две деца, разглеждащи фотоалбум със снимки от Четиридесетте. Снимките се дават в близък кадър и оживяват, показвайки живота на двама влюбени и Братята, като техни ангели-пазители. След това всички мъже са повикани на война и видеото завършва с епичен танц в бална зала, където Джонас Брадърс свирят. Фотоалбумът се затваря и клипът свършва.